# Platygaster aboriginalis
Platygaster aboriginalis är en stekelart som beskrevs av Peter Neerup Buhl 2004. Platygaster aboriginalis ingår i släktet Platygaster och familjen gallmyggesteklar. Inga underarter finns listade i Catalogue of Life.